# باربارا پراوی
باربارا پروی (انگلیسی: Barbara Pravi؛ زادهٔ ۱۰ آوریل ۱۹۹۳) خواننده-ترانه‌پرداز اهل فرانسه است. وی از سال ۲۰۱۴ مشغول فعالیت بوده‌است و با آرتیست هایی همچون k.k,هومسالز و Eendo همکاری داشته است.
باربارا پراوی مادری ایرانی و پدری صرب دارد و نماینده فرانسه در مسابقه آواز یوروویژن سال ۲۰۲۱ است. باربارا پراوی در گفتگویی بیان کرده‌است: «مادرم، ایران، الگوی من در طبیعی بودن، خودانگیختگی و عزم است.» پدربزرگ مادری او حسین زنده‌رودی نقاش ایرانی است.
او در مسابقات یوروویژن ۲۰۲۱ به مقام دوم دست یافت.

## فعالیت حرفه ای

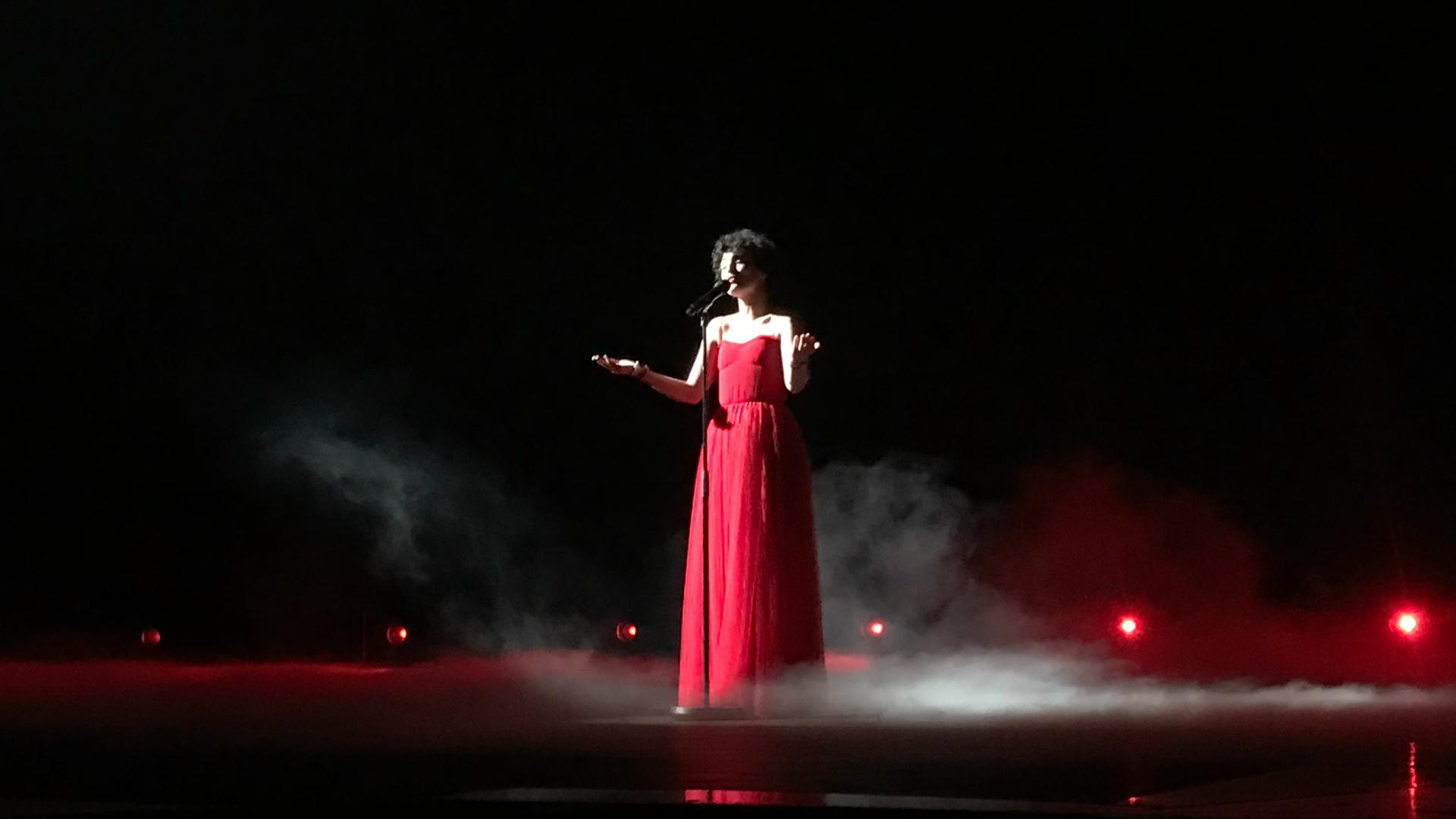
باربارا پراوی در یوروویژن ۲۰۲۱

### ۲۰۱۸–۲۰۱۴: آغاز کار
پراوی فعالیت موسیقی خود را در سال ۲۰۱۴ پس از آشنایی با موسیقیدان فرانسوی ژول ژاکونلی آغاز کرد. شروع کار او با آهنگسازی بود. سال بعد، او یک بازخوانی از آهنگ، "Amour Impoli" را منتشر کرد، که منجر به امضای قراردادی با گروه کپیتال میوزیک فرانسه شد. او نام هنری باربارا پراوی را از کلمه صربی پراوی (سیریلیک صربی: прави) در ادای احترام به پدربزرگ صرب خود انتخاب کرد. پراوی پس از شروع حرفه ضبط حرفه ای خود در موسیقی متن فیلم سوئیسی هایدی با آهنگ On m'appelle Heidi روی موسیقی متن فیلم سوئیسی اجرا کرد
و پس از آن در ماه نوامبر در نمایش موزیکال Un été ۴۴ (تابستان ۴۴)در نقش Solange Duhamel بازی کرد. و در نوامبر ۲۰۱۶، آهنگ‌های نوشته شده توسط ژان-ژاک گلدمن، شارل آزناوور و ماکسیم لو فورستیه را اجرا کرد.
در سال ۲۰۱۷، پراوی اولین تک آهنگ رسمی خود را به نام Pas grandir منتشر کرد.این تک‌آهنگ بعداً در اولین آلبوم چندآهنگه او با نام خودش گنجانده شد که سال بعد منتشر شد. همچنین در سال ۲۰۱۷، پراوی در فیلم تلویزیونی La Sainte famille به عنوان نقش ماریون بازی کرد،که بعداً در دسامبر ۲۰۱۹ در شبکه فرانسه ۲ پخش شد.از سال ۲۰۱۷ تا ۲۰۱۸، پراوی در the 55 Tour برنامه اجرا کرد.در پایان سال ۲۰۱۸، پراوی تصمیم گرفت که سبک موسیقی خود را با اتخاذ یک سبک سنتی تر شانسون فرانسوی، به جای موسیقی پاپ که بر نسخه‌های اولیه او غالب شده بود، تغییر دهد.
همراه با نوشتن و آهنگسازی آهنگ‌های خود، پراوی برای چندین هنرمند دیگر از جمله یانیک نوآه، جولی زناتی، شیمن بادی، جیدن اسمیت، لوان امرا و فلوران پاینیه نیز آهنگ نوشته‌است.

### ۲۰۲۱–۲۰۱۹: مسابقه آواز یوروویژن
اولین حضور او در مسابقات آواز یوروویژن در سال ۲۰۱۹ بابت ساخت آهنگ "Bim bam toi" برای خواننده نوجوان فرانسوی کارلا، بود که همراه با موسیقیدان فرانسوی ایگیت، در این مسابقات ظاهر شد. این آهنگ نماینده فرانسه در مسابقه آواز یوروویژن نوجوانان ۲۰۱۹ در گلیویتسه بود، که پنجم شد. پس از مسابقه، این آهنگ همچنین در تیک تاک به موفقیت رسید. پس از موفقیت آهنگ «Bim bam toi»، پراوی بعداً دومین آلبوم خود به نام Reviens pour l'hiver را در فوریه ۲۰۲۰ منتشر کرد.
در سال ۲۰۲۰، پراوی و ایگیت مجدداً آهنگی را برای ورودی یوروویژن نوجوانان فرانسه آماده کردند. آهنگ آنها به نام "J'imagine" که توسط خواننده کودک فرانسوی والنتینا اجرا شد، نماینده فرانسه در مسابقه آواز یوروویژن نوجوانان ۲۰۲۰ در ورشو بود. این آهنگ یکی پس از دیگری در رقابت‌ها پیروز شد و تبدیل به اولین شرکت کننده فرانسوی پیروز این مسابقات شد.
بعداً در سال ۲۰۲۰، پراوی به عنوان یکی از شرکت کنندگان در یوروویژن فرانسه با آهنگ c'est vous qui décidez! اعلام شد. او در فینال در ۳۰ ژانویه ۲۰۲۱ با آهنگ "Voilà" که توسط خودش به همراه ایگیت و لیلی پو ساخته شده بود، رقابت کرد. پراوی با ۲۰۴ امتیاز برنده رقابت نمایندگی فرانسه در مسابقه آواز یوروویژن ۲۰۲۱ در روتردام شد. او با کسب ۴۹۹ امتیاز در جایگاه دوم قرار گرفت و به این ترتیب بهترین نتیجه یوروویژن فرانسه از سال ۱۹۹۱ را به دست آورد. طبق گزارش‌های، تلویزیون فرانسه از او خواسته شده بود که سال‌ها قبل نامزد مسابقه آواز یوروویژن شود، اما به دلیل اینکه احساس آمادگی نمی‌کرد آن را رد کرده بود.

### ۲۰۲۱–اکنون: سرمایه‌گذاری‌های پس از یوروویژن
در ژوئیه ۲۰۲۱، پراوی اولین تور بین‌المللی خود را برای اولین آلبوم استودیویی خود، On n'enferme pas les oiseaux، که در ۲۷ اوت ۲۰۲۱ منتشر شد، اعلام کرد.
پراوی "Voilà" را در بخش غیر رقابتی مسابقه آواز یوروویژن جوان ۲۰۲۱، که در ۱۹ دسامبر در پاریس برگزار شد، اجرا کرد. پراوی همچنین آهنگ "L'homme et l'oiseau" (مرد و پرنده) را در سی و هفتمین دوره از ویکتوار د لا موزیک اجرا کرد، جایی که او برنده جایزه مکاشفه زن سال شد
در روز جهانی زن، ۸ مارس ۲۰۲۲، پراوی «Priére pour soi» را منتشر کرد.
در ۱۳ جولای ۲۰۲۲، پراوی "۳۶۵" را منتشر کرد که تقدیم به همه طرفدارانی است که در سال گذشته از او حمایت کرده‌اند.

## ترانه‌شناسی

### آلبوم‌های استودیویی
| عنوان                        | جزییات | بهترین جایگاه آهنگ | بهترین جایگاه آهنگ | بهترین جایگاه آهنگ | بهترین جایگاه آهنگ | بهترین جایگاه آهنگ |
| عنوان                        | جزییات | فرانسه             | بلژیک (فلاندرز)    | بلژیک (والونی)     | هلند               | سوئیس              |
| ---------------------------- | --- | ------------------ | ------------------ | ------------------ | ------------------ | ------------------ |
| On n'enferme pas les oiseaux | - تاریخ انتشار: ۲۷ اوت ۲۰۲۱ - ناشر موسیقی: گروه کپیتال میوزیک - قالب: Digital download, CD, LP, streaming | ۶                  | ۵۲                 | ۸                  | ۳۵                 | ۳۲                 |

### البوم‌های چند آهنگه
| عنوان                 | جزییات                                                                                                   |
| --------------------- | --- |
| Barbara Pravi         | - تاریخ انتشار: ۱۵ ژوئن ۲۰۱۸ - ناشر موسیقی: گروه کپیتال میوزیک - قالب: Digital download, CD, streaming   |
| Reviens pour l'hiver  | - تاریخ انتشار: ۷ فوریه ۲۰۲۰ - ناشر موسیقی: گروه کپیتال میوزیک - قالب: Digital download, CD, streaming   |
| Les prières           | - تاریخ انتشار: ۸ مارس ۲۰۲۱ - ناشر موسیقی: گروه کپیتال میوزیک - قالب: Digital download, LP, streaming    |
| Les prières - racines | - تاریخ انتشار: ۲۶ نوامبر ۲۰۲۱ - ناشر موسیقی: گروه کپیتال میوزیک - قالب: Digital download, LP, streaming |

### تک آهنگ‌ها
| عنوان                                                                             | سال  | بهترین جایگاه آهنگ | بهترین جایگاه آهنگ | بهترین جایگاه آهنگ | بهترین جایگاه آهنگ | بهترین جایگاه آهنگ | بهترین جایگاه آهنگ | بهترین جایگاه آهنگ | بهترین جایگاه آهنگ | بهترین جایگاه آهنگ | بهترین جایگاه آهنگ | آلبوم                        |
| عنوان                                                                             | سال  | فرانسه             | بلژیک (فلاندرز)    | بلژیک (والونی)     | آلمان              | ایرلند             | هلند               | نروژ               | سوئد               | سوئیس              | بریتانیا           | آلبوم                        |
| --------------------------------------------------------------------------------- | ---- | ------------------ | ------------------ | ------------------ | ------------------ | ------------------ | ------------------ | ------------------ | ------------------ | ------------------ | ------------------ | ---------------------------- |
| "On m'appelle Heidi"                                                              | ۲۰۱۶ | —                  | —                  | —                  | —                  | —                  | —                  | —                  | —                  | —                  | —                  | Heidi                        |
| "Pas grandir"                                                                     | ۲۰۱۷ | —                  | —                  | —                  | —                  | —                  | —                  | —                  | —                  | —                  | —                  | Barbara Pravi                |
| "You Are the Reason (French Duet Version)" (Calum Scott and Barbara Pravi)        | ۲۰۱۸ | —                  | —                  | —                  | —                  | —                  | —                  | —                  | —                  | —                  | —                  | Barbara Pravi                |
| "Le Malamour"                                                                     | ۲۰۱۹ | —                  | —                  | —                  | —                  | —                  | —                  | —                  | —                  | —                  | —                  | Non-album single             |
| "Reviens pour l'hiver"                                                            | ۲۰۲۰ | —                  | —                  | —                  | —                  | —                  | —                  | —                  | —                  | —                  | —                  | Reviens pour l'hiver         |
| "Chair"                                                                           | ۲۰۲۰ | —                  | —                  | —                  | —                  | —                  | —                  | —                  | —                  | —                  | —                  | Non-album single             |
| "Voilà"                                                                           | ۲۰۲۰ | ۲۴                 | ۳۶                 | ۳۴                 | ۶۲                 | ۴۰                 | ۳                  | ۱۹                 | ۱۸                 | ۲۴                 | ۶۲                 | On n'enferme pas les oiseaux |
| "Le jour se lève"                                                                 | ۲۰۲۱ | —                  | —                  | —                  | —                  | —                  | —                  | —                  | —                  | —                  | —                  | On n'enferme pas les oiseaux |
| "L'homme et l'oiseau"                                                             | ۲۰۲۱ | —                  | —                  | —                  | —                  | —                  | —                  | —                  | —                  | —                  | —                  | On n'enferme pas les oiseaux |
| "Saute"                                                                           | ۲۰۲۱ | —                  | —                  | —                  | —                  | —                  | —                  | —                  | —                  | —                  | —                  | On n'enferme pas les oiseaux |
| "Priére pour soi"                                                                 | ۲۰۲۲ | —                  | —                  | —                  | —                  | —                  | —                  | —                  | —                  | —                  | —                  | Non-album singles            |
| "365"                                                                             | ۲۰۲۲ | —                  | —                  | —                  | —                  | —                  | —                  | —                  | —                  | —                  | —                  | Non-album singles            |
| "—" denotes a recording that did not chart or was not released in that territory. |      |                    |                    |                    |                    |                    |                    |                    |                    |                    |                    |                              |